# 马丁·劳尔
马丁·劳尔（德語：Martin Lauer，1937年1月2日—2019年10月6日），德国男子田径运动员。他曾代表德国联队参加1956年和1960年夏季奥林匹克运动会田径比赛，其中1960年奥运会获得一枚金牌。